# Центральна районна бібліотека імені Павла Загребельного
Центральна районна бібліотека ім. П. А. Загребельного Деснянського району  — центральна бібліотека Деснянського району міста Києва. Заснована в 1988 році. Входить до складу Централізованої бібліотечної системи Деснянського району.
Фонди бібліотеки налічують понад 60,380 примірників книг, брошур, понад 7 152 примірників періодичних видань, та інших носіїв інформації, якими щорічно користуються близько 14 тисяч читачів.
В бібліотеці працює абонемент, читальний зал, зал періодичних видань, відділ організації та використання єдиного книжкового фонду (ВОВФ), відділ довідково–бібліографічної та інформаційної роботи (ДБІР), відділ впровадження новітніх технологій, сектор ділової людини.
Бібліотека тісно співпрацює з держадміністрацією району, депутатами різних рівнів, благодійними фондами, соціальними службами для молоді Деснянського району, Спілкою письменників України, науково-методичним відділом Національного Києво-Печерського історико-культурного заповідника, загальноосвітніми школами.